# Mesorhabditis
Genre
Espèces de rang inférieur
- Mesorhabditis acris
- Mesorhabditis ansisomorpha
- Mesorhabditis acidophila (en)
- Mesorhabditis belari
- Mesorhabditis irregularis
- Mesorhabditis longespiculosa
- Mesorhabditis minuta[1]
- Mesorhabditis oschei
- Mesorhabditis spiculigera

Mesorhabditis est un genre de vers ronds (nématodes), de la famille des Rhabditidae.

## Reproduction
Les espèces du genre Mesorhabditis présentent une forme inhabituelle de parthénogenèse : les mâles producteurs de sperme s'accouplent avec les femelles, mais les spermatozoïdes ne fusionnent généralement pas avec l'ovule. Le contact avec le sperme est néanmoins essentiel pour que l'ovule commence à se diviser, mais comme il n'y a pas de fusion des cellules sexuelles, le mâle ne fournit aucun matériel génétique à la progéniture, formée donc essentiellement de clones de la femelle.
En 2019, une étude par imagerie de M. belari,, fournit de nombreux détails. La fécondation reste indispensable parce que le spermatozoïde apporte un centrosome, nécessaire à la formation des microtubules impliqués dans la division cellulaire. C'est aussi lui qui déclenche la dernière étape de la méiose, sauf que l'ovule reste diploïde au lieu de se scinder en deux et de recevoir l'ADN du spermatozoïde. Dans moins d'un cas sur dix il se produit une « vraie » fécondation, qui produit alors un mâle, porteur du chromosome Y. Les mâles constituent 9 % de la population, proportion qu'un modèle de théorie des jeux montre optimale pour le développement de la population.